# 姚夏
姚夏（1974年1月28日—），是中国足球运动员，司职前锋。属于速度爆發型前锋。

## 球员生涯
姚夏速度极快，百米加速达11秒1，被称为“猎豹”。他可以无视对方后卫长途奔袭，可以让所有速度型后卫疲于奔命，如入无人之境。
姚夏在賽場上踢过中场、踢过前腰、踢过后腰、踢过后卫的全能战士。
1991年，姚夏就入选四川队，成名相当早。
1994年姚夏効力四川全兴参加中国足球职业化后第一届甲A联赛。1995年甲A联赛倒数第二轮，21岁的姚夏代表四川全兴队在与保级对手青岛海牛队的比赛中攻入两球，帮助球队以3比2战胜对手，为球队最终力压青岛海牛队，成功保级立下了汗马功劳。
1998年世界杯亚洲区预选赛对阵伊朗时，负责盯防对方的马达维基亚，但60多分钟负伤下场后局势逆转，给他两球远射逆转下奠定败局。
在2002年赛季结束，青岛贝莱特在摘牌大会上抢在重庆力帆之前将姚夏摘下，姚夏首次为四川队以外的球队効力。
2005年，姚夏被青岛队租借到成都五牛，双方约定如果成都队在两年之内付清80万人民币的租借费用，姚夏就可以永久转会成都五牛。
2006年，姚夏最终永久转会到已易名为成都谢菲联的成都五牛队。
2007年，姚夏成功帮助成都谢菲联在中甲联赛中获得亚军升入中超联赛。
2009年赛季结束后，符宾选择退役，姚夏成为中国足坛最大年龄的现役球员。
2010年，成都谢菲联因涉假被处罚降入中甲，姚夏身兼成都队的球员、领队和俱乐部副总经理三职。同年中甲联赛最后一轮比赛成都谢菲联队主场5-2战胜湖北绿茵姚夏首发出场並打一球，这场比赛后姚夏和邹侑根正式宣布退役，成都谢菲联则为姚夏永久封存18号球衣。至此曾参加1994年首屇职业甲A联赛的球员已全部退役。
2014年7月，姚夏复出征戰中甲聯賽，重披成都天诚足球俱乐部18号战袍。
2014年10月11日，40岁8个月零13天的姚夏再次以球员的身份登场亮相，幫助成都隊3-1击败湖南湘涛，仍然在理论上保留保级希望。
2014年11月1日中甲联赛最后一轮比赛，姚夏为成都天诚打入一个点球，而这个进球使姚夏以40岁277天成为中甲联赛历史上最年长的进球者、中国职业联赛的历史上第二年长的进球者。
2015年1月4日成都足球队的投资方——天诚(香港)投资集团有限公司正式通知球队，因天诚集團被近3000万元的债务彻底压垮而不再投资足球，成都天诚队宣布解散。原俱樂部副董事長兼球員姚夏自動成為自由身。

## 国家队生涯
姚夏曾入选中国国青队，参加过1993年世界青年足球锦标赛。1993年－1996年，入选中国奥林匹克足球队征戰亞特蘭大奧運會。姚夏在1993年第一次进入中国国家队时，年仅17岁成为国家队史上最年轻的国脚。但有传这是中国足协要求更改年龄所造成的，当时姚夏被改小两岁。1998年11月，入选国家亚运会代表队，征戰1998年亚洲运动会，並且奪得銅牌。